# ماثيو كيلي (موسيقي)
ماثيو كيلي (بالإنجليزية: Matthew Kelly)‏ هو موسيقي وعازف قيثارة أمريكي، ولد في القرن العشرين.

## وصلات خارجية
- ماثيو كيلي على موقع ميوزك برينز (الإنجليزية)
- ماثيو كيلي على موقع ديسكوغز (الإنجليزية)